# Angraecum florulentum
Angraecum florulentum är en orkidéart som beskrevs av Heinrich Gustav Reichenbach. Angraecum florulentum ingår i släktet Angraecum och familjen orkidéer. Inga underarter finns listade i Catalogue of Life.